# Club Santos Laguna Premier
El Club Santos Laguna Premier fue un equipo filial, sin derecho a ascenso, del Club Santos Laguna de la Primera División de México. Participaba en el Grupo 1 de la Serie A de la Segunda División de México. Jugaba sus partidos de local en la Cancha #5 del Territorio Santos Modelo.

## Historia
El 25 de mayo de 2015 se anunció que los 18 equipos de Primera División tendrían un equipo filial en la Liga Premier de la Segunda División, para que los jugadores que superen los 20 años de edad y ya no puedan participar en la categoría Sub-20 se mantengan activos. Así, Santos Laguna fundó la filial de Segunda División llamándola "Santos Laguna Premier".
El 15 de agosto disputó su primer partido oficial visitando al Reynosa Fútbol Club, el marcador final fue de 1-0 a favor de Reynosa. El primer gol del equipo fue anotado por Aldo Quintanilla el 22 de agosto ante Santos de Soledad. La primera victoria sucedió el 29 de agosto visitando a Mineros de Zacatecas "B", Santos ganó el partido 0-1 con gol de Kenyi Adachi.
El último torneo disputado por el equipo fue el Clausura 2018, esto debido a que varios equipos de Primera División decidieron retirar a sus filiales de la competencia, entre ellos Santos.

## Estadísticas

### Liga
| #     | Torneo        | PJ | PG | PE | PP | GF | GC | Dif | Puntos | %      |
| ----- | ------------- | -- | -- | -- | -- | -- | -- | --- | ------ | ------ |
| 1     | Apertura 2015 | 14 | 6  | 2  | 6  | 19 | 20 | -1  | 20     | 47.62% |
| 2     | Clausura 2016 | 14 | 6  | 5  | 3  | 24 | 12 | 12  | 23     | 54.76% |
| 3     | Apertura 2016 | 15 | 5  | 4  | 6  | 17 | 25 | -8  | 19     | 42.22% |
| 4     | Clausura 2017 | 15 | 7  | 6  | 2  | 23 | 15 | 8   | 27     | 60%    |
| Total | Total         | 58 | 24 | 17 | 17 | 83 | 72 | 11  | 89     | 51.15% |

### Liguilla
| #     | Torneo        | PJ | PG | PE | PP | GF | GC | Dif |
| ----- | ------------- | -- | -- | -- | -- | -- | -- | --- |
| 1     | Clausura 2016 | 4  | 1  | 2  | 1  | 4  | 5  | -1  |
| 2     | Clausura 2017 | 6  | 1  | 1  | 4  | 4  | 13 | -9  |
| Total | Total         | 10 | 2  | 3  | 5  | 8  | 18 | -10 |